# Дікка

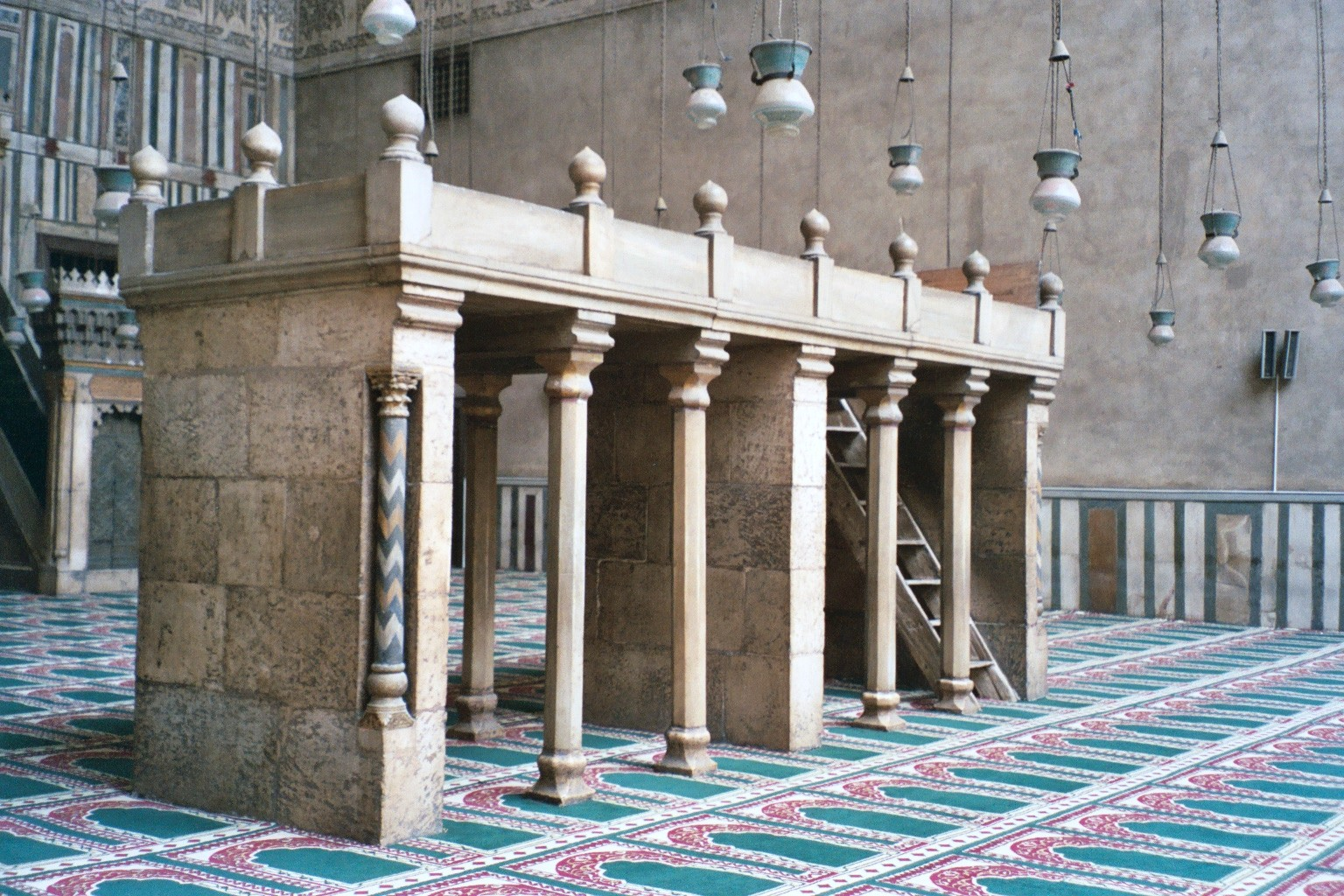
Дікка в мечеті султана Хасана в Каїрі

Dikka (від араб. دكة dikka) - термін в ісламській архітектурі для трибуни, піднятої на колонах, з якої читається Коран і молитви виконуються імамом мечеті. 